# Joseph Parent
Joseph Parent (né le 8 janvier 1835 à Rimouski, mort le 29 juin 1912 à Québec) est un homme politique canadien. Il a été élu député libéral de Rimouski en 1880 à l'occasion d'une élection partielle avant d'être battu un an plus tard par le conservateur Louis-Napoléon Asselin.

## Biographie
Il est le fils de Pierre Parent et de Madeleine Gagné. Son père est cultivateur et Joseph Parent embrasse la même voie, devenant également marchand.
Il épouse Angèle Caron en janvier 1859 et épousera Hermine Chouinard en secondes noces en février 1890.
Il est candidat à la succession d'Alexandre Chauveau lorsque celui-ci est nommé juge à la Cour des sessions de la paix en janvier 1880. Il affronte deux candidats conservateurs et arrive en tête, remportant donc l'élection. Un an plus tard a lieu une nouvelle élection générale, cette fois les conservateurs se rangent derrière Louis-Napoléon Asselin, qui remporte la circonscription.
On sait peu de chose sur la suite de la carrière de Joseph Parent, qui est mort à Québec le 29 juin 1912, à l'âge de 77 ans et 6 mois. Il est inhumé dans le Cimetière Notre-Dame-de-Belmont à Sainte-Foy.

## Résultats électoraux
|                                                                                              | Nom                     | Parti        | Nombre de voix | %      | Maj. |
| -------------------------------------------------------------------------------------------- | ----------------------- | ------------ | -------------- | ------ | ---- |
|                                                                                              | Louis-Napoléon Asselin  | Conservateur | 1 463          | 51,3 % | 72   |
|                                                                                              | Joseph Parent (sortant) | Libéral      | 1 391          | 48,7 % | -    |
| Total                                                                                        | Total                   | Total        | 2 854          | 100 %  |      |
| Le taux de participation lors de l'élection était de 58,9 % et 65 bulletins ont été rejetés. |                         |              |                |        |      |

|                                                                                             | Nom                    | Parti        | Nombre de voix | %      | Maj. |
| ------------------------------------------------------------------------------------------- | ---------------------- | ------------ | -------------- | ------ | ---- |
|                                                                                             | Joseph Parent          | Libéral      | 959            | 45,1 % | 351  |
|                                                                                             | Louis-Napoléon Asselin | Conservateur | 608            | 28,6 % | -    |
|                                                                                             | Louis-Napoléon Côté    | Conservateur | 560            | 26,3 % | -    |
| Total                                                                                       | Total                  | Total        | 2 127          | 100 %  |      |
| Le taux de participation lors de l'élection était de 46,2 % et 0 bulletins ont été rejetés. |                        |              |                |        |      |

## Source
- Ressource relative à la vie publique :   - Assemblée nationale du Québec